# Luise Schottroff
Luise Schottroff (* 11. April 1934 in Berlin als Luise Klein; † 8. Februar 2015 in Kassel) war eine deutsche evangelische Neutestamentlerin und feministische Theologin, die u. a. als Herausgeberin und Übersetzerin an dem Projekt Bibel in gerechter Sprache mitwirkte. Sie setzte sich für ein sozialgeschichtliches und befreiungstheologisches Verständnis der Bibel ein, wofür sie häufig angegriffen wurde. Ihr bekanntestes Werk ist Jesus von Nazareth – Hoffnung der Armen (1978).

## Biografie
Schottroff wurde 1960 an der Georg-August-Universität in Göttingen bei Otto Weber und Ernst Wolf mit der Arbeit Die Bereitung zum Sterben: Studien zu den frühen reformatorischen Sterbebüchern promoviert. Sie wurde dann Assistentin in Mainz, wo sie 1969 bei Herbert Braun mit der Arbeit Der Glaubende und die feindliche Welt: Beobachtungen zum gnostischen Dualismus und seiner Bedeutung für Paulus und das Johannesevangelium habilitiert wurde.
1971 wurde sie nach der Emeritierung Herbert Brauns zur außerplanmäßigen Professorin, 1973 zur Professorin an der Johannes Gutenberg-Universität Mainz berufen. Ihre Berufung war sehr umstritten. Die damalige Mehrheit der Professoren legten ihr Veto ein. Daraufhin besetzten diejenigen Studenten, bei denen sie sehr beliebt war, das Dekanat. Während des Berufungsverfahrens spielte die „Seminarpapieraffäre“ eine unheilvolle Rolle: Ein Thesenpapier aus einem Seminar sollte angeblich von Schottroff selbst verfasst worden sein und wurde anonym an verschiedene Kirchenleitungen verschickt, um dem Ruf Schottroffs zu schaden. Der rheinische Präses Joachim Beckmann bezeichnete die Mainzer Theologie als antichristlich. Höhepunkt war die Anfrage Helmut Kohls im Landtag, ob die theologische Fakultät eine rote Zelle sei. In Mainz lehrte und forschte Schottroff bis 1986 als außerplanmäßige Professorin. Es war eine Zeit, „die sie als faktisches Publikationsverbot, massive Diskriminierung und Marginalisierung erlebte“.
Von 1986 bis 1999 hatte sie einen Lehrstuhl für Neues Testament an der Universität Kassel inne.
Ab 2001 lehrte sie an der School of Religion der University of California, Berkeley, bei San Francisco in Kalifornien. Ihre Arbeitsschwerpunkte waren die Sozialgeschichte des frühen Christentums, die feministische Theologie bzw. die Feministische Befreiungstheologie in Westeuropa sowie der jüdisch-christliche Dialog.
Während ihrer Zeit an der Gesamthochschule/Universität Kassel (bis 1999) prägte Luise Schottroff gemeinsam mit Christine Schaumberger als eine der Mitinitiatorinnen die feministisch-befreiungstheologischen Sommeruniversitäten in Hofgeismar (siehe ihre Beiträge in den Readern zur feministisch-befreiungstheologischen Sommeruniversität 1987, 1988, 1989 und 1990: Schuld und Macht, Patriarchatsanalyse I + II und Geld regiert die Welt). Sie gründete das „feministisch-befreiungsthologische Archiv“ in Kassel und förderte forschende Frauen und die Frauenforschung an vielen Universitäten erheblich, wie sich anhand der großen Zahl von ihr betreuter Dissertationen ablesen lässt. Sie verfasste viele Artikel mit sozialgeschichtlich-feministischen Schwerpunkten und war als Vortragsreisende an vielen Universitäten eine Vorreiterin der feministisch-theologischen Forschung.
Einem größeren Publikum wurde Luise Schottroff dadurch bekannt, dass sie auf den Deutschen Evangelischen Kirchentagen Bibelarbeiten und Diskussionen gemeinsam mit Dorothee Sölle durchführte, mit der sie auch mehrere Bücher herausgab. Nach deren Tod arbeitete sie gemeinsam mit Claudia Janssen.
Luise Schottroff war seit 1961 mit Willy Schottroff (1931–1997), Professor für Bibelwissenschaft an der Johann Wolfgang Goethe-Universität Frankfurt, verheiratet. Seine sozialgeschichtlichen Forschungen und sein Interesse an Archäologie beeinflussten das Werk Luise Schottroffs stark.
Luise Schottroff starb nach langer Krankheit am 8. Februar 2015 in einem Hospiz in Kassel.

## Ehrungen
Luise Schottroff wurde 1990 mit dem Sexauer Gemeindepreis für Theologie geehrt. 2007 erhielt Luise Schottroff die Ehrendoktorwürde der Philipps-Universität Marburg im Fachbereich Evangelische Theologie. Diese wurde ihr für ihre Verdienste um die sozialgeschichtliche Exegese, den christlich-jüdischen Dialog und vor allem um die Feministische Theologie verliehen. Sie wirkte als Herausgeberin und Übersetzerin an dem Projekt Bibel in gerechter Sprache mit. 2013 erhielt sie den Sonderpreis des Leonore-Siegele-Wenschkewitz-Preises für ihr Lebenswerk.

## Nachlass
Der Nachlass befindet sich an der Universität Mainz.

## Zitat
„Auferstanden ist immer nur der Christus, der Gegenwart wird und der uns in unserer jetzigen Wirklichkeit die Wahrheit über unser Lebens sagt. Tot bleibt der, von dem wir nichts lernen. Der uns nicht verändert und der unser Gewissen nicht empfindlicher macht.“ (Dorothee Sölle und Luise Schottroff: Jesus von Nazareth. Dtv Portrait. München, 4. Auflage 2002. S. 141)

## Schriften (Auswahl)
- mit Wolfgang Stegemann: Jesus von Nazareth: Hoffnung der Armen. Kohlhammer, Stuttgart 1978; 3. Auflage 1990.
- mit Christine Schaumberger: Schuld und Macht: Studien zu einer feministischen Befreiungstheologie. Chr. Kaiser Verlag, München 1988, ISBN 3-459-01758-9.
- Befreiungserfahrungen: Studien zur Sozialgeschichte des Neuen Testaments (= ThB 82). Chr. Kaiser Verlag, München 1990.
- mit Herlinde Pissarek-Hudelist: Mit allen Sinnen glauben. Feministische Theologie unterwegs (= Festschrift zum 65. Geburtstag von Elisabeth Moltmann-Wendel). Gütersloher Verlags-Haus, Gütersloh 1991.
- Lydias ungeduldige Schwestern. Feministische Sozialgeschichte des frühen Christentums. Gütersloher Verlags-Haus, Gütersloh 1994; 2. Aufl. 1996.
- mit Marie-Theres Wacker (Hrsg.): Kompendium Feministische Bibelauslegung. Gütersloher Verlags-Haus, Gütersloh 1998; 3. Auflage 2007.
- mit Dorothee Sölle: Jesus von Nazareth. dtv, München 2000; 4. Auflage 2002.
- Die Gleichnisse Jesu. Gütersloher Verlags-Haus, Gütersloh 2005, ISBN 978-3-579-05200-7.
- Luise Schottroff u. a. (Hrsg.): Bibel in gerechter Sprache. Gütersloher Verlags-Haus, Gütersloh 2006, ISBN 3-579-05500-3.
- mit Andrea Bieler: Das Abendmahl. Essen, um zu leben. Gütersloher Verlags-Haus, Gütersloh 2007, ISBN 978-3-579-08017-8.
- Der erste Brief an die Gemeinde in Korinth (= Theologischer Kommentar zum Neuen Testament (ThKNT), Band 7). Kohlhammer, Stuttgart 2013.